# Leonid Stadnyk
Leonid Ivanovitsj Stadnyk (Oekraïens: Леонід Іванович Стадник) (Podolyantsi (Oblast Zjytomyr), 5 augustus 1970 – aldaar, 24 augustus 2014) was een Oekraïens veehoeder die met zijn 2,57 meter van 9 augustus 2007 tot 20 augustus 2008 door het Guinness Book of Records werd erkend als de langste in leven zijnde man. Hij volgde Bao Xishun uit de Volksrepubliek China op, die 'slechts' 2,36 meter meet. Een jaar later weigerde hij zich echter opnieuw te laten opmeten vanwege nieuwe regels van het comité. De titel ging vervolgens terug naar Bao Xishun. Omdat hij niet in de publiciteit wilde komen, had Stadnyk al eerder een aantal keren niet ingestemd met het opmeten van zijn lengte door het recordboek alvorens hij zijn verzet staakte.
Overigens werd Bao Xishun op 16 september 2009 opgevolgd door de Turkse Sultan Kösen, die destijds 2,46 meter lang was.
Stadnyk ondervond veel nadeel van zijn enorme lengte. Alles was hem te klein; zo had hij een dubbel bed nodig om in te slapen, pasten doorsnee stoelen hem niet en moest hij bukken als hij ergens binnen wilde komen. Zijn baan als veearts moest hij opgeven vanwege lichamelijke ongemakken veroorzaakt door zijn lengte. Verder had hij om de vier maanden nieuwe, speciaal op maat gemaakte schoenen nodig en ging de gesteldheid van zijn benen achteruit. Behalve dat hij lang was, woog hij ook veel, te weten 200 kilo. Hoewel de body-mass index bij zulke extreme lengten niet geheel bruikbaar is, zou hij volgens de gangbare berekenmethode een BMI van meer dan 30 hebben.